# Lleyton Hewitt

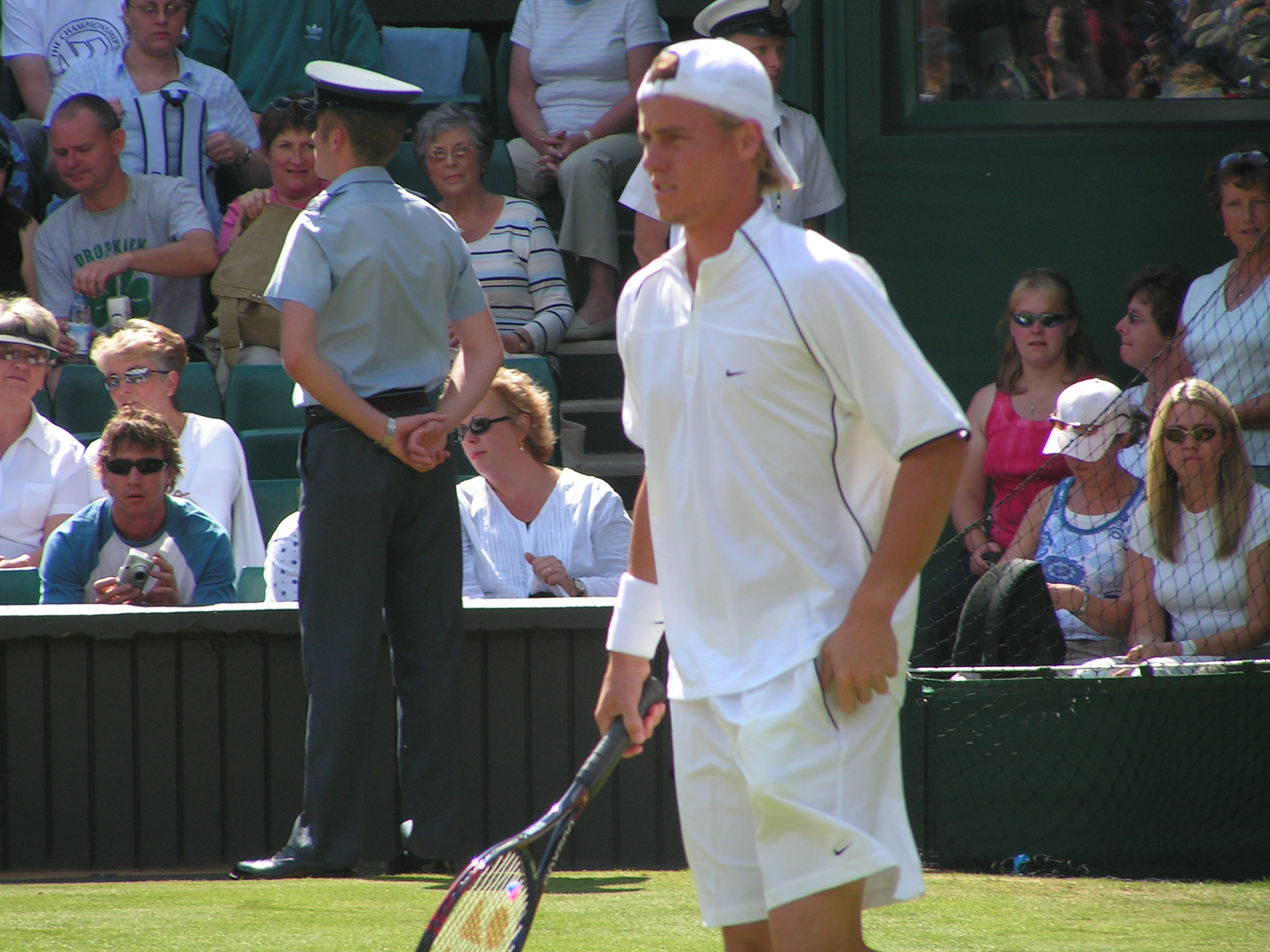
Hewitt em Wimbledon, em 2004

Lleyton Glynn Hewitt (Adelaide, 24 de fevereiro de 1981) é um ex-tenista número 1 do mundo, australiano. Venceu o US open em 2001 e Wimbledon em 2002.

## Carreira
Torna-se profissional no ano de 1997 ao estrear no torneio Aberto da Austrália. Vence o primeiro torneio Challenger em Perth.
Em 1998 vence seu primeiro torneio ATP Tour na sua cidade natal, Adelaide, se tornando o tenista mais jovem a conseguir um título desse nível com apenas 16 anos e 10 meses. Consegue esse feito sendo apenas o número 550 do ranking, entrando para a história.
No ano 1999 vence seu primeiro título no saibro em Delray Beach.
Já no ano 2000 consegue vencer 4 títulos, Adelaide, Sydney, Queen’s e Scottsdale, e entra no grupo dos 10 melhores tenistas do mundo, assegurando assim sua primeira aparição na Tennis Masters Cup. Neste mesmo ano chega na primeira final da Copa Davis, perdendo com seu time na ocasião para a Espanha. Neste mesmo ano vence seu primeiro título de Grand Slam como duplista ao lado de Max Mirnyi no US Open. Com isso se torna o jogador mais jovem a vencer um título de duplas em um Grand Slam na Open Era com apenas 19 anos de 6 meses.
Consegue no ano 2001 a façanha de se tornar o jogador mais jovem e australiano a ser nº 1 do mundo com 20 anos e 8 meses. Torna-se também o primeiro australiano a vencer uma Masters Cup. Vence também seu primeiro título de Grand Slam sozinho no US Open. Neste mesmo ano chega novamente a final da Copa Davis, perdendo desta vez para a França. Durante o ano consegue os títulos de Sydney, Queen's, s'Hertogenbosch, Tóquio, além de ajudar seu país a vencer o ATP World Team Championship em Dusseldorf derrotando a Rússia.
O ano 2002 inteiro Hewitt mantem-se como o nº1 do mundo, vencendo 5 torneios, entre eles o Torneio de Wimbledon e outro da Masters Cup. Além desses consegue ganhar os títulos de San Jose, o Master Series de Indian Wells (seu primeiro desta categoria), e o torneio de Queen's.
Em 2003 vence apenas 2 torneios mas consegue mais uma vez chegar com seu país a uma final da Copa Davis, sendo derrotados mais uma vez para a Espanha. Perde o posto de nº 1 que já vinha mantendo a 75 semanas neste ano. Seus únicos títulos nessa temporada foram Scottsdale e o Masters Series de Indian Wells, sendo essa temporada também a que menos torneios jogou desde juvenil. Ao defender o título em Wimbledon, Lleyton perde na primeira rodada para Ivo Karlovic.
O ano de 2004 vem com Hewitt vencendo 4 torneios e sendo eliminado em todos os Grand Slams pelo eventual campeão: no US Open, no Aberto da Austrália e em Wimbledon por Roger Federer e em Roland Garros por Gastón Gaudio. Seus 4 títulos da temporada são: Sydney, Rotterdam, Washington, DC e Long Island. Chega na final do US Open, do Master Series de Cincinnati e da Masters Cup.
No ano de 2005 sofre várias lesões que o impedem de jogar, conquistando apenas um título o de Sydney. Chega a sua primeira final no Grand Slam em sua terra natal, o Aberto da Austrália, porém perde para o russo Marat Safin. Durante o resto do ano aparece em apenas alguns torneios devido a lesões que incluem um machucado no pé, uma costela quebrada e um vírus estomacal. Mesmo com tudo isso ele consegue se qualificar para jogar na Masters Cup, porém desiste devido ao nascimento de seu primeiro filho.
Em janeiro de 2014, Hewitt ganhou o título de Brisbane ao vencer em grande 
estilo, na final, ao suíço Roger Federer, este primeiro cabeça de chave do 
torneio australiano. Com isso ganhou seu primeiro título de um torneio da série ATP desde 2010. 
Na decisão contra Federer, Lleyton, que jogava em seu país e 
contava com apoio maciço da torcida, precisou de pouco mais de duas 
horas de partida para vencer em sets diretos. Ainda em 2014, conquistou seu 30.º título no circuito mundial da ATP ao derrotar o super sacador Ivo Karlovic na final do ATP de Newport.

### Grand Slam finais

#### Simples: 4 (2–2)
| Posição | Ano  | Campeonato          | Piso  | Oponente         | Placar             |
| ------- | ---- | ------------------- | ----- | ---------------- | ------------------ |
| Campeão | 2001 | US Open             | Duro  | Pete Sampras     | 7–6(7–4), 6–1, 6–1 |
| Campeão | 2002 | Wimbledon           | Grama | David Nalbandian | 6–1, 6–3, 6–2      |
| Vice    | 2004 | US Open             | Duro  | Roger Federer    | 0–6, 6–7(3–7), 0–6 |
| Vice    | 2005 | Aberto da Austrália | Duro  | Marat Safin      | 6–1, 3–6, 4–6, 4–6 |

#### Duplas: 1 (1–0)
| Posição | Year | Campeonato | Piso | Parceiro   | Oponente                  | Placar             |
| ------- | ---- | ---------- | ---- | ---------- | ------------------------- | ------------------ |
| Campeão | 2000 | US Open    | Duro | Max Mirnyi | Ellis Ferreira Rick Leach | 6–4, 5–7, 7–6(7–5) |

#### Duplas Mistas: 1 (0–1)
| Posição | Year | Campeonato | Piso  | Parceiro      | Oponente                   | Placar        |
| ------- | ---- | ---------- | ----- | ------------- | -------------------------- | ------------- |
| Vice    | 2000 | Wimbledon  | Grama | Kim Clijsters | Kimberly Po Donald Johnson | 4–6, 6–7(3–7) |

### ATP Finals

#### Simples: 3 (2–1)
| Posição | Ano  | Campeonato | Piso     | Oponente            | Placar                  |
| ------- | ---- | ---------- | -------- | ------------------- | ----------------------- |
| Campeão | 2001 | Sydney     | Duro (i) | Sébastien Grosjean  | 6–3, 6–3, 6–4           |
| Campeão | 2002 | Shanghai   | Duro (i) | Juan Carlos Ferrero | 7–5, 7–5, 2–6, 2–6, 6–4 |
| Vice    | 2004 | Houston    | Duro     | Roger Federer       | 3–6, 2–6                |

### Masters Series finais

#### Singles: 7 (2–5)
| Posição | Ano  | Campeonato       | Piso        | Oponente        | Placar                                 |
| ------- | ---- | ---------------- | ----------- | --------------- | -------------------------------------- |
| Vice    | 2000 | Stuttgart        | Duro (i)    | Wayne Ferreira  | 6–7(6–8), 6–3, 7–6(7–5), 6–7(2–7), 2–6 |
| Campeão | 2002 | Indian Wells     | Duro        | Tim Henman      | 6–1, 6–2                               |
| Vice    | 2002 | Cincinnati       | Duro        | Carlos Moyá     | 5–7, 6–7(5–7)                          |
| Vice    | 2002 | Paris            | Carpete (i) | Marat Safin     | 6–7(4–7), 0–6, 4–6                     |
| Campeão | 2003 | Indian Wells (2) | Duro        | Gustavo Kuerten | 6–1, 6–1                               |
| Vice    | 2004 | Cincinnati (2)   | Duro        | Andre Agassi    | 3–6, 6–3, 2–6                          |
| Vice    | 2005 | Indian Wells     | Duro        | Roger Federer   | 2–6, 4–6, 4–6                          |

## Curiosidades
Até os treze anos seguia a carreira de jogador de rugby, quando resolveu dedicar-se somente ao tênis. Seu melhor golpe é o lob e tem as quadras de cimento como a superfície onde melhor joga. Sua irmã Jaslyn foi uma vez a jogadora nº1 do mundo como juvenil. Foi eleito em 2003 como esportista australiano do ano pela revista Vogue, também foi eleito o Atleta do ano na Austrália em 2002 além de vencer por 3 anos o título de atleta mais popular do Sul da Austrália durante os anos 2001, 2002 e 2003.
O seu temperamento, porém, não é fácil. Que o diga, por exemplo, Alex Corretja, que num jogo da Masters Cup de Lisboa trocou galhardetes, após ter vencido a partida, já que teria sido segundo ele, alvo de anteriores provocações por parte do australiano.
Apesar de tudo, Hewitt, permanece como um jogador de ténis de excelente nível.